# 운명의 아들
운명의 아들(斬る, Kiru)은 일본에서 제작된 미스미 켄지 감독의 1962년 드라마 영화이다. 이치카와 라이조 등이 주연으로 출연하였다.

## 출연

### 주연
- 이치카와 라이조
- 아마치 시게루